# 예카테린부르크현

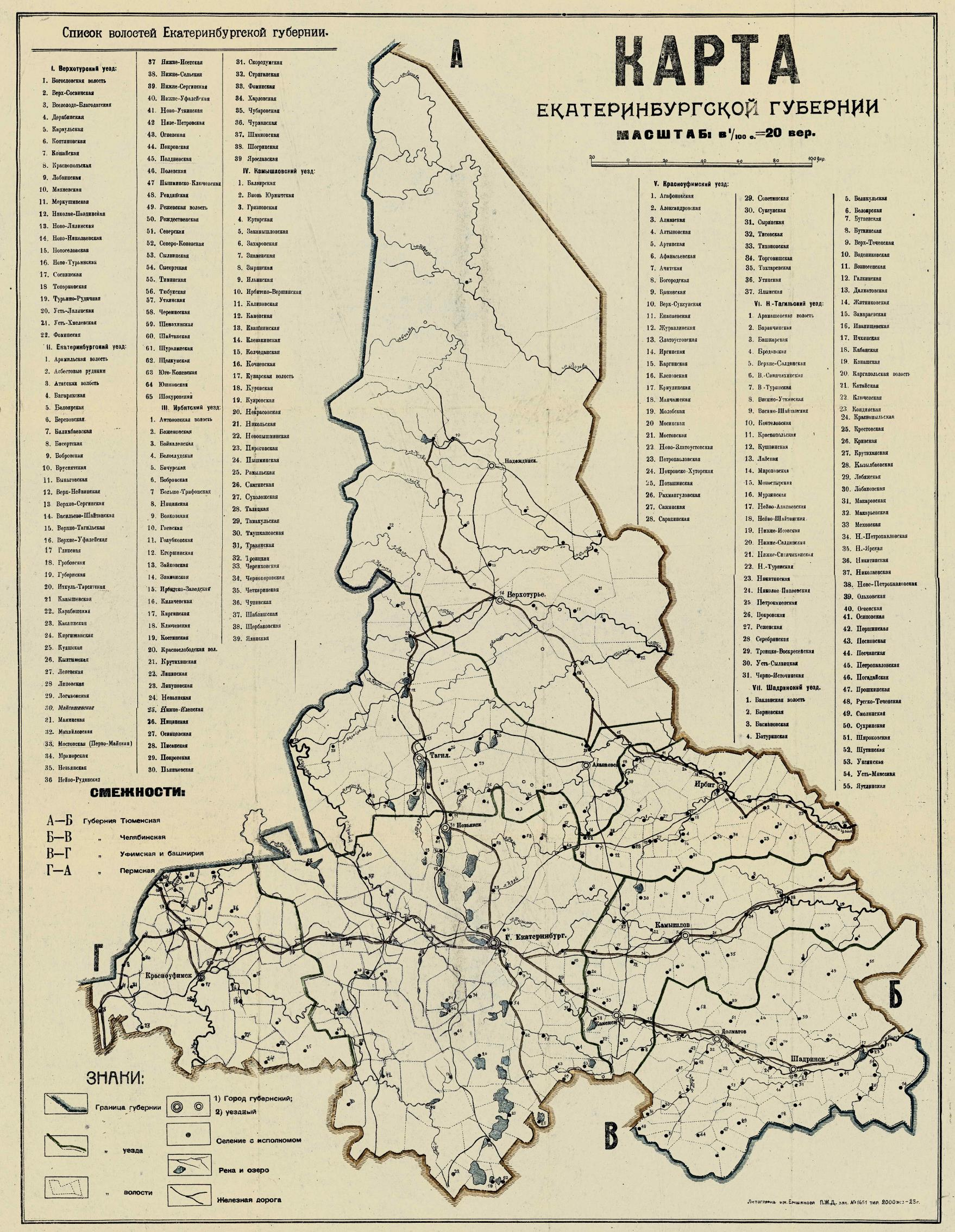

예카테린부르크현(러시아어: Екатеринбургская губерния)은 1919년부터 1923년까지 존재했던 러시아 소비에트 연방 사회주의 공화국의 현으로 현도는 예카테린부르크이다. 1919년 7월 15일 페름 현에서 분리되어 신설되었으며 1923년 11월 3일 우랄 주로 개편되면서 폐지되었다.